# Véronique Cloutier
Pour les articles homonymes, voir Cloutier.
Véronique Cloutier, née le 31 décembre 1974 à Laval, est une animatrice de télévision et de radio, actrice, productrice, humoriste et femme d'affaires québécoise. Elle a notamment animé La Fureur, émission de variétés à succès mettant en vedette la musique.

## Biographie

### Enfance
Née le 31 décembre 1974, elle fréquente le pensionnat du Saint-Nom-de-Marie, suivi du collège Jean-de-Brébeuf en arts, lettres et communications au début des années 1990. Véronique est la fille de Guy Cloutier et de Carole Fullum.

### Carrière

#### Débuts (1990-1992)
Elle fait ses premiers pas à la télévision en 1990 à TVA comme chroniqueuse culturelle à l'émission Les mini-stars de Nathalie animée par Nathalie Simard et par la suite en 1990 à l'émission estivale Souvenirs d'été auprès d'Yves Corbeil.
Alors au cégep, elle contribue avec Pierre Brassard à l'émission Bonjour Champion sur CKAC, et Virus Chronique sur CISM, la radio de l'Université de Montréal. En 1992, on lui offre la chronique culturelle à TVA dans l'émission Top Musique animée par Francis Reddy.

#### De MusiquePlus à Radio-Canada (1993-2003)
En 1993, elle participe aux auditions de MusiquePlus et décroche un poste d'animatrice. Pendant sa carrière de VJ, elle animera des émissions telles que Le Combat des clips, Le Décompte MusiquePlus et Vox Pop. De plus, elle expérimente le côté comédienne à la télévision dans Ent'Cadieux et au théâtre dans Moi, J'décroche Pas.
En 1994, elle fait un retour à la radio et anime Le choix de Montréal tous les samedis matins sur CKMF; elle contribue aussi à la chronique culturelle des Grandes Gueules sur les mêmes ondes. De plus, elle anime le Téléthon de la recherche sur les maladies infantiles accompagné de Manuel Hurtubise pendant cinq ans.
En 1995, toujours à MusiquePlus, Véronique Cloutier obtient sa propre émission: Le Véro show.
En juillet 1997, elle quitte la station pour Radio-Canada où elle anime le jeu-questionnaire quotidien La Tête de l'emploi.
Avec l'émission La Fureur, l'animatrice devient populaire auprès des Québécois. En plus d'être à la télévision, elle est à la barre de l'émission matinale quotidienne de CIEL-FM Tout le Monde Debout en compagnie de Patrick Huard (1998-99).
À l'automne 1999, Véronique Cloutier anime l'émission de La Rentrée à Radio-Canada et le gala de l'ADISQ.
En 2000, elle anime le Top-100 du Millénaire avec Mike Gautier à CKMF et deux émissions à RockDétente, dont Rock Détente Café et Véronique dans le Trafic.
À l'automne 2001, elle anime une nouvelle émission de variétés nommée Stars à domicile.
En 2002, Cloutier enregistre une émission spéciale de La Fureur nommée La Fureur de Céline célébrant le retour de Céline Dion avec 15 000 admirateurs au Centre Molson. De plus, elle fait un retour en tant que comédienne dans la télésérie Music Hall, scénarisée par Fabienne Larouche et réalisée par Alain DesRochers. Elle joue aussi dans le film Les Dangereux de Louis Saïa, une comédie policière qui sera plus ou moins bien reçue.
En 2003, à la suite de la naissance de son premier enfant, Cloutier décide de se retirer de la vie publique dès la fin de la cinquième saison de La Fureur. La même année, elle devient porte-parole de Suzuki et participe à l'émission de fin d'année Ceci n'est pas un Bye Bye!, qui boucle l'année 2003.

#### Affaire, carrière et maternité (2004-2009)
En 2003, Véronique devient mère. Elle donne naissance à une fille prénommée Delphine.
En 2004, elle achète et dirige l'entreprise familiale Guy Cloutier Communications qu'elle rebaptise Novem à la suite de l'arrestation de son père pour agression sexuelle en mars 2004.
La même année, elle anime l'émission Ça va être ta fête, diffusée à Radio-Canada. Parallèlement, elle accepte d'être la porte-parole pour une troisième année des Rendez-vous de la Francophonie.
Encore la même année, le 23 novembre, elle donne naissance à son petit garçon, Justin.
En 2005, son père Guy Cloutier écope de trois ans et demi de prison, Véronique condamne les gestes de son père.
En 2007, elle fait un retour remarqué avec le jeu-questionnaire Paquet Voleur.
En 2008, elle anime le gala des prix Gémeaux en septembre et participe au Bye Bye qui a été mal accueilli par le public et la critique.
En 2009, elle annonce qu'elle est enceinte d'un troisième enfant. À plus de huit mois de grossesse, elle anime en septembre la soirée des prix gémeaux. Avec l'arrivée de ce troisième enfant prénommé Raphaëlle, Véro veut consacrer désormais l’essentiel de son temps à sa famille et à sa carrière d’animatrice à la télévision et à la radio. Ainsi, après 5 ans, elle vend toutes ses actions en août 2009 à François Ferland (alors son associé) et quitte ses fonctions de présidente de Novem.
En 2025, la personnalité médiatique fait la couverture de son magazine Vero sans maquillage, sans coiffure sophistiquée et sans stylisme, apparaissant simplement en t-shirt blanc et en jeans. Ce choix de présentation a été salué par certains. Elle a ainsi été vue en une de l'édition, dans une démarche qui met en avant sa volonté de s'afficher telle qu'elle est, loin des standards de perfection souvent attendus des personnalités publiques. Cette couverture a attiré des réactions variées, avec des commentaires sur les réseaux sociaux et des plateformes en ligne, la mettant au centre de discussions sur l'image publique et la beauté sans filtre.

#### Télévision, spectacle et franchises (2010-2015)
En 2010, elle devient l'animatrice de l'émission à sondage Le Verdict, produit par son conjoint, Louis Morissette, sur les ondes de Radio-Canada et, plus tard, Les Enfants de la télé avec comme coanimateur le comédien Antoine Bertrand.
La même année, elle lance sa collection de vêtements Véro en vente exclusivement dans les magasins Aubainerie à travers le Québec. En 2011 s'ajoutent les lignes pour enfants Grande Fille et Fiston.
En 2012, elle devient l'égérie de la marque québécoise Jouviance et épouse son partenaire de longue date Morissette.
En 2013, Cloutier lance son propre magazine, Véro Magazine, un magazine féminin accompagné d'un docuréalité, Véro Inc. sur les ondes de Canal Vie.
En avril 2014, elle met sa carrière d'animatrice à la télévision entre parenthèses pour une durée indéterminée afin de se concentrer sur un projet avec son mari, Morissette. Ce projet est un spectacle humoristique intitulé Les Morissette, qui met en vedette leur propre couple et qui se produit dans toutes les régions du Québec jusqu'en 2017,. En 2021, le couple annonce l'annulation de leur tournée Les Morissettes II.
En septembre 2025, elle animera 40e gala des prix Gémeaux. L'animation de cette édition du gala représente sa 10e présence en tant qu'animatrice sur la scène des Gémeaux.

#### Votre Beau Programme,1resfois et VERO.TV (2016-2020)
En 2016, l'animatrice annonce l'arrêt de son émission quotidienne de radio, Le Véro Show à Rythme FM. Elle restera cependant collaboratrice pour la nouvelle émission, Le show du retour. Elle annonçait aussi qu'elle serait de retour à la télévision en janvier 2017 avec Votre Beau Programme.
En février 2017, elle lance VERO.TV, une section de la plateforme numérique payante de l'Extra de ICI TOU.TV regroupant diverses émissions de divertissement.
Entre janvier 2018 et l'année 2022, elle anime l'émission 1res fois à Radio-Canada. En juillet 2018 elle est à la barre d'un gala au ComediHa! Fest-Québec à Québec,. Toujours en 2018, elle fait son retour après 15 ans d'absence à Rouge FM (anciennement Rock Détente) avec l'émission Véronique et les fantastiques.

#### Retour comme actrice et Zénith (2021-actuellement)
En 2021, elle fait un retour en tant qu'actrice en incarnant Éliane dans L'Œil du cyclone diffusée sur la plateforme ICI TOU.TV.
En décembre 2022, elle animera une nouvelle série documentaire La machine à rumeurs diffusée sur ICI TOU.TV.
Dès janvier 2023, Cloutier anime la compétition musicale Zénith. Cette émission est diffusée sur ICI Télé les jeudis à 20h.

## Emplois et franchises
De 2003 à 2009, elle est présidente de Novem anciennement Guy Cloutier Communications dont son père Guy Cloutier était à la tête avant son arrestation. Parallèlement, elle fut porte-parole pour Suzuki Canada, une nomination qui remonte en 2000 et le sera jusqu'en 2007.
De 2010 à 2019, elle aura lancé plusieurs séries de sa collection de vêtements Véro en vente dans les magasins Aubainerie en collaboration avec JCorp Inc.
De 2012 à 2015, elle est porte-parole pour Jouviance.
En 2022, la femme d'affaires québécoise annonce une nouvelle collaboration vestimentaire avec le Groupe Marie Claire Inc..
En 2023, elle reçoit la donation d'un terrain à Victoriaville qui servira à accueillir des autistes de 21 ans et plus dans un environnement adapté pour sa fondation Véro & Louis.

## Controverse

### Bye Bye2008
Le Bye Bye de l'année 2008 a reçu un grand nombre de plaintes en raison d'un sketch perçu comme raciste,. De plus, l'un des sketchs traitait de Nathalie Simard et de son déménagement. Il était inconcevable d'inclure « la victime de Guy Cloutier ». Véronique Cloutier et Louis Morissette offriront leurs excuses à cette dernière qui les acceptera en retour, l'incident étant alors clos.

## Parcours professionnel

### Chroniqueuse

#### Télévision
- 1990 : Mini-Stars de Nathalie
- 1990 : Souvenirs d'été
- 1992 : Top Musique

#### Radio
- 1994 à 1995 : Les Grandes Gueules

### Animatrice

#### Télévision
- 1993 : Combat des clips
- 1993 à 1997 : Téléthon de la recherche sur les maladies infantiles
- 1994 : Le décompte
- 1994 : Vox Pop
- 1995 à 1997 : Le Véro Show
- 1996 : De concert avec le Saguenay
- 1997-1999 : La tête de l'emploi
- 1997, 1998 : En route vers le Gala de l'ADISQ
- 1998 à 2003 : La Fureur
- 1999 : La Rentrée à Radio-Canada
- 1999 : Gala de l'ADISQ
- 2001-2002 : Stars à domicile
- 2003 : Ceci n'est pas un Bye Bye
- 2004 à 2005 : Ça va être ta fête!
- 2005 à 2007 : Véro
- 2006 : Téléthon du Noël du Pauvre
- 2007 à 2010 : Paquet voleur
- 2008 à 2011, 2015, 2019 à 2022 : Gala des Prix Gémeaux
- 2010 à 2011 : Le verdict, c'est votre opinion
- 2010 à 2014 : Les Enfants de la télé
- 2013 : Véro inc.
- 2014 à 2015 : Les gars des vues
- 2017 : Votre Beau Programme
- 2018 : Gala ComediHa! Fest
- 2018 à 2022 : 1ière fois
- 2019 : Les Morissette et moi
- 2019 : La fureur, spéciale 20 ans
- 2019-2022 : Rétroviseur
- 2021 : L'ombre et la lumière
- 2021 : Loto-Méno
- 2022 : Loto-Méno : Épilogue
- 2022 : Valeur ajoutée
- 2023 : La machine à rumeurs
- Depuis 2023 : Zénith

#### Radio
- 1990 à 1992 : Virus chronique
- 1990 à 1992 : Bonjour champion
- 1994 : Le choix de Montréal
- 1998 à 1999 : Tout le monde debout
- 2000 : Top-100 du Millénaire
- 2000 à 2001 : Rock Détente Café
- 2001 à 2003 : Véronique dans le trafic
- 2004 à 2013 : Les midis de Véro
- 2013 à 2016 : Le Véro Show
- Depuis 2018 : Véronique et les fantastiques

### Actrice

#### Télévision
- 1994 : Ent'Cadieux : Véronique Chartier
- 2000 : Un gars, une fille : Véronique
- 2002 à 2003 : Music Hall : Sylvie Bruneau
- 2004 : Les Bougons : c’est aussi ça la vie, Épisode « Un futur souvenir » : Elle-même
- 2003, 2008, 2010 à 2013, 2015 à 2018 : Bye Bye
- 2007 : Bye Bye de RBO
- 2007 : Dieu Merci! : Victime d'un accident
- Depuis 2021 : L'Œil du cyclone : Éliane

#### Cinéma
- 1997 : Frankenstein and Me : Vampire
- 2002 : Les Dangereux : Roxane Labelle
- 2007 : L'Âge des ténèbres : Line
- 2024 : Le Cyclone de Noël : Eliane Gagnon

#### Théâtre
- 1993 : Moi, j’décroche pas

#### Web
- 2018 : En audition avec Simon
- 2018 : Julien Lacroix
- 2021 : Club Soly

### Humoriste
- 2014 à 2017 : Les Morissette en spectacle : Environ 300 spectacles et 265 000 billets vendus.

### Porte-Parole
- 2000 à 2006 : Porte-Parole du concessionnaire Suzuki.
- 2006 à 2009 : Porte-Parole de la Monnaie royale canadienne.
- 2006 à 2015 : Marraine du mois des câlins de la Fondation de l’Hôpital Sainte-Justine.
- 2010 à 2011 : Porte-parole de la COCQ-SIDA.
- 2011 à 2015 : Porte-parole de la marque Jouviance.
- Depuis 2016 : Cofondatrice et Porte-Parole de la Fondation Véro & Louis.

## Distinctions
- Chevalière de l'Ordre national du Québec (2024)[46]